# Club Ciclista Lima Association
Maillots
Dernière mise à jour : 18 juin 2023.
Le Ciclista Lima Association est un club péruvien de football basé à Chorrillos, district de Lima. Il s'agit du deuxième club le plus ancien du pays derrière le doyen Lima Cricket and Football Club (en).

## Histoire

### Les débuts
Fondé en 1896 sous le nom de Unión Ciclista Peruana, avec comme principales activités la pratique du baseball et du cyclisme, le club fusionne en 1917 avec l'Association Football Club pour donner naissance au Ciclista Lima Association. Il rejoint le championnat de 1re division du Pérou en 1927 et s'y maintient jusqu'en 1934.

### Succès en D2 dans les années 1940
Néanmoins, le Ciclista Lima Association a surtout l'occasion de se distinguer en 2e division, qu'il a remporté à trois reprises. Deux de ces titres furent glanés dans les années 1940. En effet, en 1944, il remporte ce qui était à l’époque un championnat opposant les équipes de Lima et de Callao, mais rate la montée en 1re division, battu par le Sporting Tabaco dans le barrage de promotion. Il récidive en 1946 et retrouve l'élite. Relégué en 1948, il remonte l'année suivante en compagnie du CS Jorge Chávez, champion de 2e division.

### Retour en D1 dans les années 1990
Pensionnaire régulier de l'élite dans les années 1950 et 1960, le club redescend en D2 en 1965 et devra attendre les années 1990 pour revenir en D1. En effet, ayant fusionné avec le Club Defensor Kiwi en 1991 – pour adopter le nom de Defensor Kiwi-Ciclista Lima – il remporte le championnat de D2 de 1993, sous la houlette de l'entraîneur chilien Ramón Estay. De retour en 1re division, et ayant repris son nom d'origine de Ciclista Lima Association, il réalise une bonne campagne lors de la saison 1994 au point de se qualifier pour la Copa CONMEBOL 1995, qui demeure sa seule participation à un tournoi international.

### Le Ciclista Lima en Copa Perú
Relégué en D2 en 1996, en proie à de graves difficultés financières, le club redescend encore d'un cran en 1997 et évolue depuis en Copa Perú (D3) dans un relatif anonymat. En 2007, l'entraîneur du club, Miguel Chamochumbi, en désaccord avec les dirigeants de l'institution, décide de fonder son propre club qu'il baptise du nom de Ciclista Lima FC, évoluant lui aussi en Copa Perú, mais dans un autre district de Lima.

## Résultats sportifs

### Palmarès
| Compétitions nationales                                                                            | Compétitions régionales                                                       |
| - Championnat du Pérou (D2) (3) : - Champion : 1944, 1946 et 1993. - Vice-champion : 1949 et 1992. | - Liga Regional de Lima y Callao (1) : - Vainqueur : 1937. - Deuxième : 1942. |

### Bilan et records
- Saisons au sein du championnat du Pérou : 32 (1927-1934 / 1938-1940 / 1947-1948 / 1950-1965 / 1994-1996).
- Saisons au sein du championnat du Pérou (D2) : 14 (1943-1946 / 1949 / 1966-1972 / 1993 / 1997).
- Participations en compétitions internationales : 1 (Copa CONMEBOL 1995 - 1er tour).
- Plus large victoire obtenue en compétition officielle : 
  - Ciclista Lima Association 10:0 Junior Kalaffa (Copa Perú 2018)[6].
- Plus large défaite concédée en compétition officielle : 
  - Deportivo AELU 8:1 Ciclista Lima Association (championnat D2 1997).

## Personnalités historiques du Ciclista Lima Association

### Joueurs

#### Grands noms
| - Carlos Carrillo Nalda - Juan Flores - Ariel Graziani - Sergio Ibarra - Miguel Loayza | - Julio Lores - Arturo Fernández Meyzán - Juan José Oré - Juan Emilio Salinas |

### Entraîneurs

#### Entraîneurs marquants
- Ramón Estay, champion du Pérou (D2) en 1993, vice-champion en 1992[4].

#### Liste des entraîneurs
| - Eduardo Astengo (1931) - Francisco Sabroso (1946-1947) - Boza (1948) - Carlos Iturrizaga (1950) - Carlos Aldabe (1951) - Víctor Villavicencio (1951-1952) - Ángel Fernández Roca (1953-1954) - Víctor Villavicencio (1955) - Delfín Benítez Cáceres (1956) - Luis López (1957) - Adolfo Pedernera (1958-1959) - Alejandro Heredia (1960-1961) - José Chiarella (1961) - Roberto Drago (1962-1963) - Roberto Aballay (1963) | - José Chiarella (1964) - José Gomes Nogueira (1965) - Arturo Fernández (1965-1966) - Emilio Vargas (1968) - Luis Navarrete Arias (1971) - Ramón Estay (1992-1995) - Horacio Ballesteros (1995) - Javier Beltrán [Int.] (1995) - José Mendiola [Int.] (1995) - José Fernández Santini (1995) - Fernando Cuéllar (1996) - César Chávez-Rivas (1997) - Máximo Chávez (1997) - José Mendiola [Int.] (1997) - Jorge Campos (1997) |